# Edipo Re
Edipo Re (título original en italiano; en Idioma español, Edipo rey) es una ópera en un acto con música de Ruggero Leoncavallo y libreto en italiano de Giovacchino Forzano, basado en el Edipo rey de Sófocles. Se compuso en el año 1899, pero no se estrenó hasta después de la muerte del compositor, el 13 de diciembre de 1920, en la Ópera de Chicago. La orquestación no es de Leoncavallo, sino que fue completada pr Giovanni Pennacchio.
Esta ópera se representa muy poco. En las estadísticas de Operabase aparece con sólo una representación en el período 2005-2010.